# Liste der Bischöfe von Caithness
Die folgenden Personen waren Bischöfe von Caithness (Schottland):

## Bischöfe von Caithness
- 1146x1151–1184 Andrew
- 1184x1199–1202 John
- 1213–1222 Adam I. (vorher Abt von Melrose)
- 1222x1223–1245 Gilbert of Moray (verlegt den Bischofssitz von Halkirk nach Dornoch)
- 1246x1247–1255 William
- 1261–1270 Walter of Baltroddi
- 1272x1273 Nicholas (Elekt) (auch Abt von Scone)
- 1274–1275x1278 Archibald Heroch
- 1278–1279 Richard (Elekt)
- 1279–1282 Hervey de Donodei (Elekt)
- 1282–1291 Alan St Edmund
- 1291x1296 John (Elekt)
- 1296 Adam of Darlington
- 1296x1297–1304 Andrew of Buchan OCist
- 1304–1321x1327 Farquhar Bellejambe
- 1328–1329x1341 David
- 1341–1342 Alan de Moravia
- 1342–1365x1369 Thomas de Fingask
- 1369–1379x1380 Maol Choluim (Malcolm de Dumbrek)
- 1381–1412 Alexander Man
- 1414–1422 Alexander de Vaus (dann Bischof von Whithorn-Galloway)
- 1422–1426 John de Cranach (dann Bischof von Brechin)
- 1427–1445x1446 Robert de Strathbrock
- 1446–1447x1448 John Innes
- 1448–1477 William Mudy
- 1478–1484 Prosper Camogli de’Medici (Prospero Cannilio de Jauna)
- 1484 John Sinclair (Elekt)
- 1501–1517 Andrew Stewart I.
- 1517–1540x1541 Andrew Stewart II.
  - 1544–1548 Alexander Gordon (Gegenbischof) (auch Erzbischof von Glasgow)
- 1542–1586 Robert Stewart (Elekt)

## Bischöfe von Caithness derChurch of Scotland
- 1586–1587 Robert Pont
- 1600–1604 George Gledstanes (dann Erzbischof von St. Andrews)
- 1604–1616 Alexander Forbes (dann Bischof von Aberdeen)
- 1616–1638 John Abernethy
- 1638 Robert Hamilton
- Von 1638 bis 1661 war das Bistum Caithness abgeschafft.
- 1662–1680 Patrick Forbes
- 1680–1689 Andrew Wood, † 1695